# Schiltberg
Schiltberg ist eine Gemeinde im schwäbischen Landkreis Aichach-Friedberg. Die Gemeinde ist Mitglied der Verwaltungsgemeinschaft Kühbach.

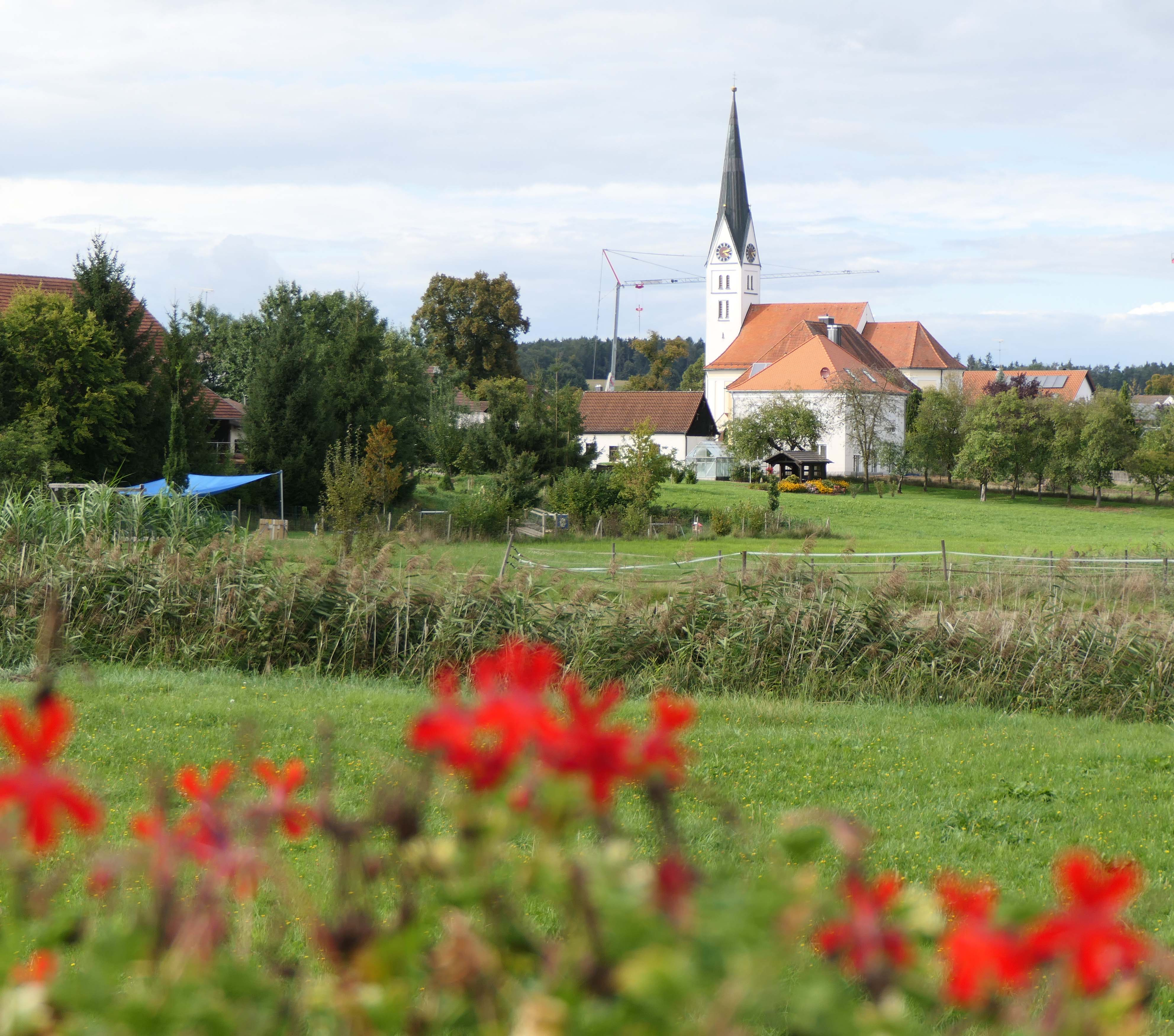
Ortsmitte Schiltberg von Süden

## Geografie

### Lage
Der Hauptort liegt ca. 10 km östlich der Kreisstadt Aichach als östlichste Gemeinde des Landkreises in der reizvollen Wald- und Hügellandschaft des Wittelsbacher Landes. Schiltberg gehört zur Planungsregion Augsburg.

### Natur
Durch den Ort Schiltberg fließt die Weilach. Das unregulierte Weilachtal wurde 1988 in den Rang eines Landschaftsschutzgebietes erhoben. Hausberg ist der Hofberg mit 503 m ü. NHN.
Das Gebiet um Schiltberg trägt den Beinamen Holzland. Das sogenannte Holzland umschließt vor allem den Schiltberger Forst im östlichen Gemeindegebiet und den Postbauern-Forst im Westen.

### Gemeindegliederung
Es gibt 16 Gemeindeteile (in Klammern ist der Siedlungstyp angegeben):
- Allenberg (Dorf)
- Aufhausen (Dorf)
- Bergen (Weiler)
- Frankenzell (Einöde)
- Gundertshausen (Dorf)
- Höfarten (Dorf)
- Holzhausen (Weiler)
- Kemnat (Weiler)
- Kühnhausen (Einöde)
- Metzenried (Kirchdorf)
- Pranst (Einöde)
- Rapperzell (Kirchdorf)
- Ruppertszell (Pfarrdorf)
- Schiltberg (Pfarrdorf)
- Thalhof (Einöde)
- Wundersdorf (Dorf)

Es gibt die Gemarkungen Allenberg, Aufhausen, Rapperzell, Ruppertszell und Schiltberg.

## Geschichte

### Urgeschichte
Mit mehreren vorgeschichtlichen Höhensiedlungen, darunter auf dem Budelberg bei Aufhausen, sowie auf dem Hofberg bei Schiltberg war bereits zur Bronzezeit ein vollerschlossenes Kulturland zu erkennen. Neolithische und bronzezeitliche Keramikscherben vom Hofberg in Schiltberg beweisen die Existenz vorgeschichtlicher Höhensiedlungen. In Schiltbergs Südwesten haben die Menschen der Urnenfelderzeit ebenfalls eindeutige Visitenkarten in Form von Tongefäßen und Bronzegusskuchen hinterlassen. In die Hallstattzeit datieren die Hügelgräber im Schiltberger Forst. An die Bajuwaren erinnert ein eisernes Kurzschwert aus dem heutigen Bsuchweg am Hang des Bsuch-Hügels. Auf dem Budelberg bei Holzhausen errichteten die Bewohner der umliegenden Dörfer in der Zeit der Ungarneinfälle eine Fluchtburg. Burgstall, Wälle und Gräben blieben als Geländereste erhalten.
Überregionale Bekanntheit erlangte der Ort und das Holzland durch die ehemalige Burg auf dem Hofberg (um 1000 bis ca. 1450), in der zeitweise die einflussreichen Marschalken von Schiltberg residierten. Die Marschalken waren zwischen 1224 und 1284 militärische Anführer und Hof-Beamte der Wittelsbacher Pfalzgrafen und Herzöge.

### Bis zur Gemeindegründung
Schiltberg gehörte zum Rentamt München und zum Landgericht Aichach des Kurfürstentums Bayern. Im Zuge der Verwaltungsreformen im Königreich Bayern entstand mit dem Gemeindeedikt von 1818 die heutige Gemeinde.

### Eingemeindungen
Im Zuge der Gebietsreform in Bayern in den 1970er Jahren wurden die Gemeinden Aufhausen (am 1. Juli 1970), Allenberg (am 1. Januar 1971), Ruppertszell (am 1. Januar 1972) und Rapperzell (am 1. Juli 1972) nach Schiltberg eingemeindet.

### Einwohnerentwicklung
| Jahr          | 1961 | 1970 | 1987 | 1991 | 1995 | 2003 | 2005 | 2010 | 2015 | 2018 | 2019 |
| Einwohnerzahl | 1359 | 1503 | 1637 | 1707 | 1759 | 1795 | 1807 | 1870 | 1950 | 1955 | 1966 |

Zwischen 1988 und 2019 wuchs die Gemeinde von 1676 auf 1966 um 290 Einwohner bzw. um 17,3 %.

## Politik

### Gemeinderat und Bürgermeister
Der Gemeinderat Schiltbergs setzt sich seit 2008 aus dem 1. Bürgermeister und zwölf Gemeinderäten der Christlich Sozialen Union in Bayern (CSU) / Freie Wählergemeinschaft (FW) / Parteilose Wählergemeinschaft (PW) zusammen. Der Gemeinderat besetzt einen Rechnungsprüfungsausschuss.
Erster Bürgermeister ist Peter Kellerer (CSU/FW/PW).
Die Gemeinde gibt ein Gemeindeblatt heraus.
| Parteien und Wählergemeinschaften                                                     | 2020  | 2020  | 2014  | 2014  |
| Parteien und Wählergemeinschaften                                                     | %     | Sitze | %     | Sitze |
| ------------------------------------------------------------------------------------- | ----- | ----- | ----- | ----- |
| Christlich Soziale Union (CSU)/Freie Wählergemeinschaft/Parteilose Wählergemeinschaft | 65,4  | 8     | 99,8  | 12    |
| Unabhängige Wählergemeinschaft                                                        | 34,6  | 4     | –     | –     |
| ohne Wahlvorschlag                                                                    | –     | –     | 0,2   | 0     |
| Gesamt                                                                                | 100,0 | 12    | 100,0 | 12    |
| Wahlbeteiligung in %                                                                  | 76,2  | 76,2  | 62,8  | 62,8  |

### Wappen
| | Blasonierung: „Geteilt von Blau und Silber; oben nebeneinander drei durchgehende, senkrecht stehende silberne Rauten, unten ein durchgehendes schwarzes Tatzenkreuz.“ |
| Wappenbegründung: Die Rauten sind dem Wappen der Marschälle von Schiltberg entnommen. Sie erinnern an das bedeutende Ortsadelsgeschlecht, das zum engsten Kreis der herzoglich bayerischen Ministerialen des 12. und 13. Jahrhunderts zählt. Die Familie hatte Besitzungen in der näheren und weiteren Umgebung. Der Ort Schiltberg bildete seinerzeit einen Herrschaftsmittelpunkt dieses ausgedehnten Besitzkomplexes. Das Tatzenkreuz stellt die zur Gemeinde gehörende Deutschordens-Kommende Blumenthal dar. Die Herren von Schiltberg standen dem Orden sehr nahe und bedachten ihn mit großzügigen Schenkungen. Die Feldfarben Silber und Blau erinnern an die bayerische Landesherrschaft. Wappenführung seit 1970 | |

### Partnergemeinden
- Österreich: Markt Schwertberg (Oberösterreich) (seit 1987)

## Kultur und Sehenswürdigkeiten

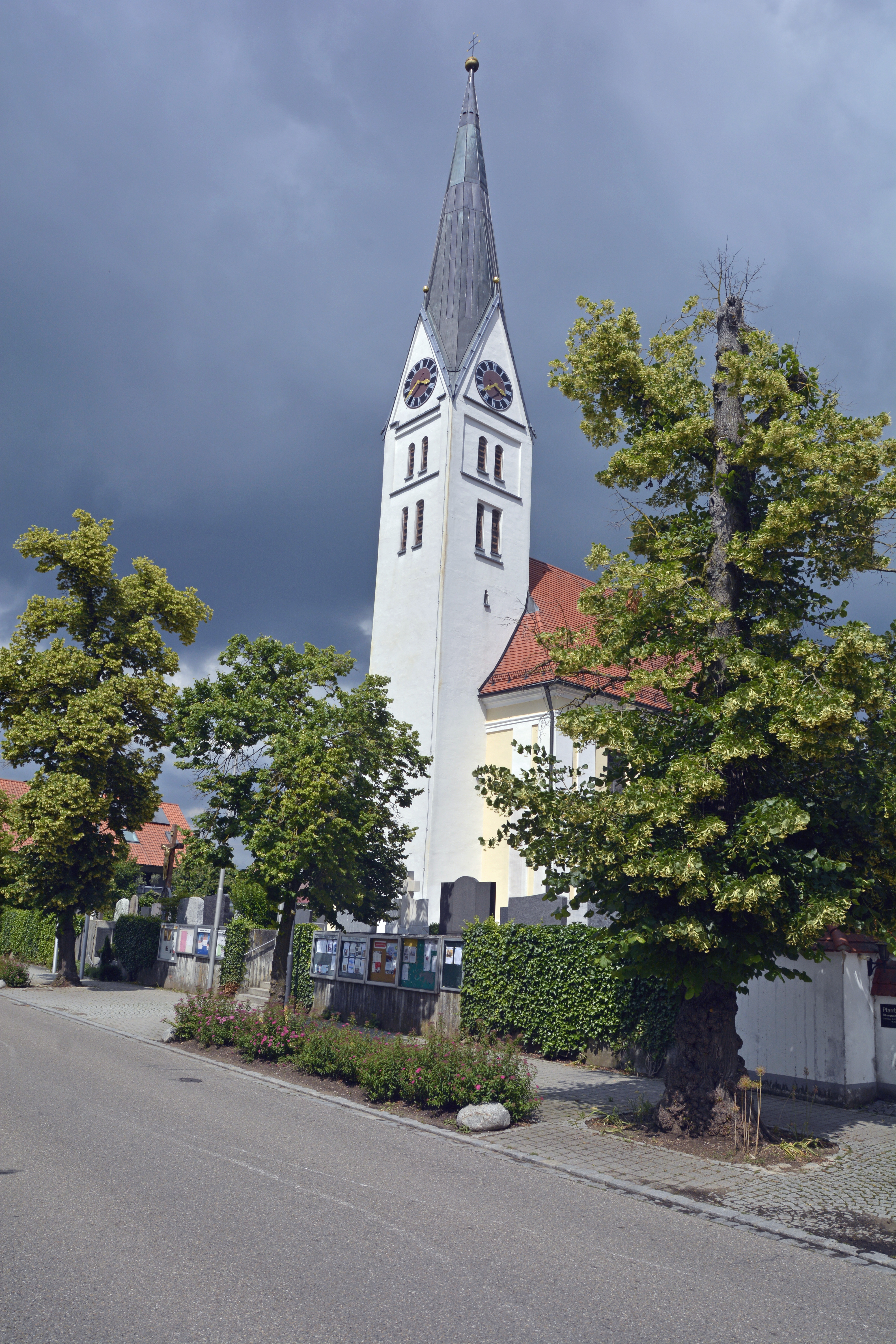
Kirche St. Maria Magdalena in Schiltberg

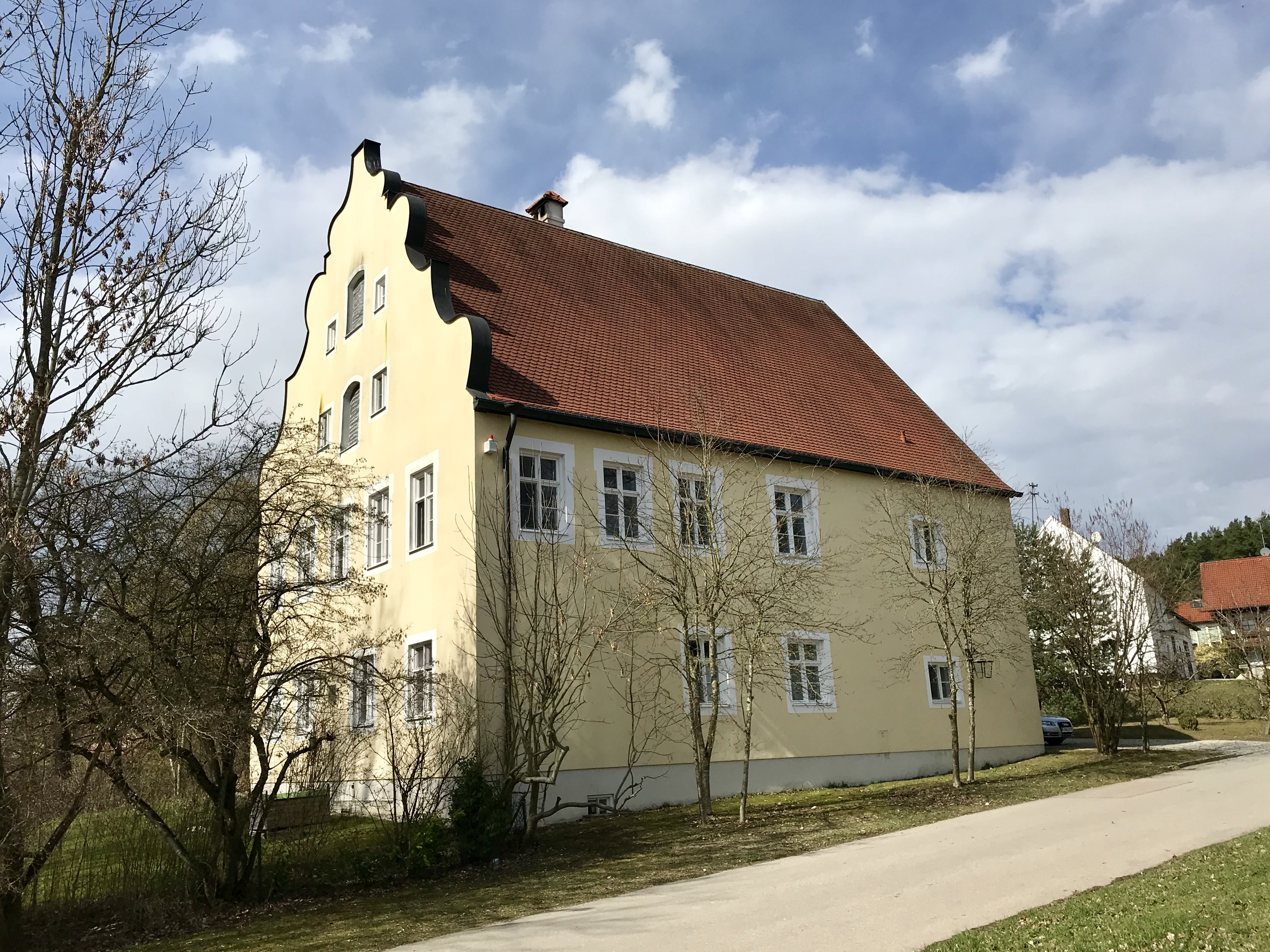
Das ehemalige Hofmark-Schloss

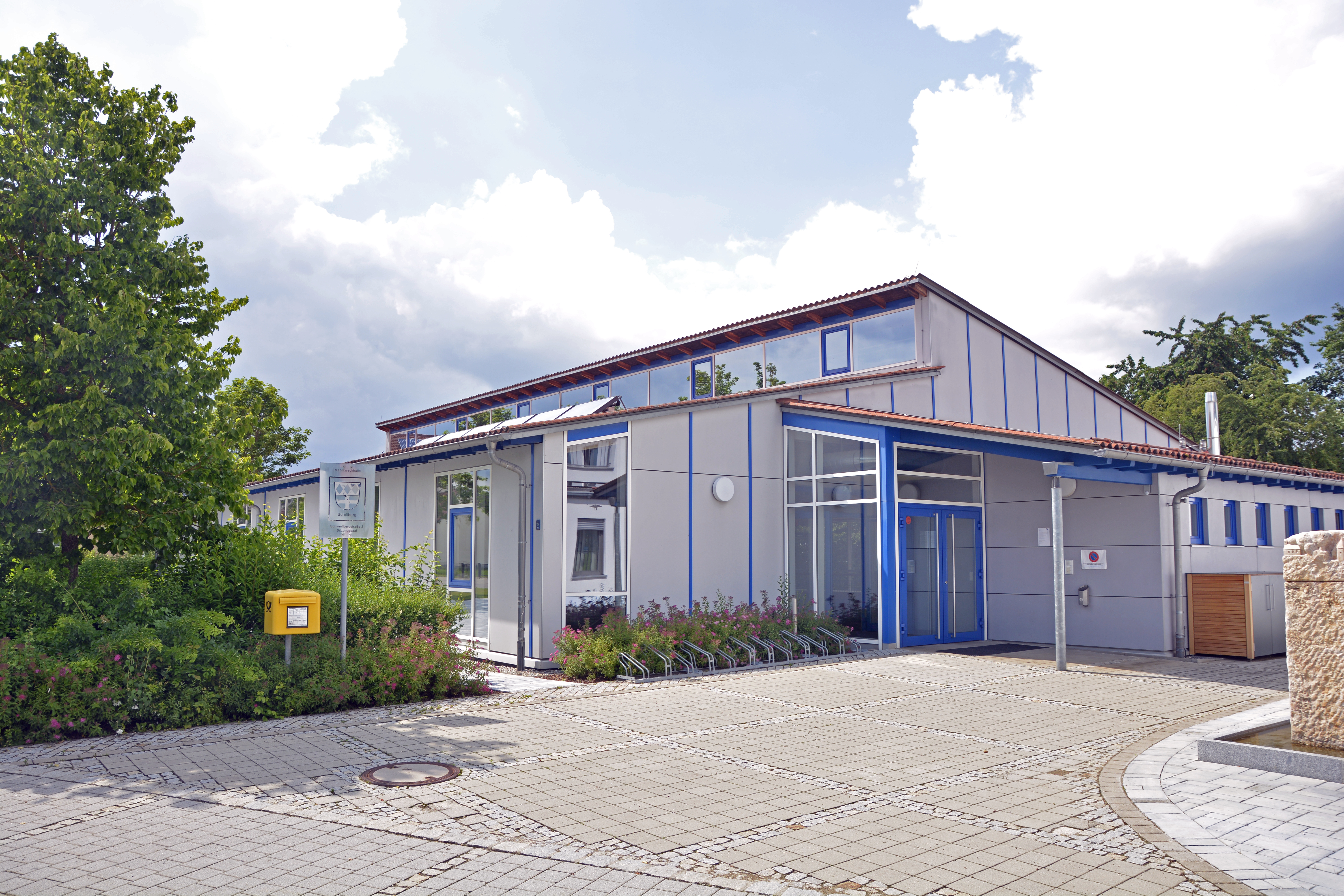
Mehrzweckhalle in Schiltberg

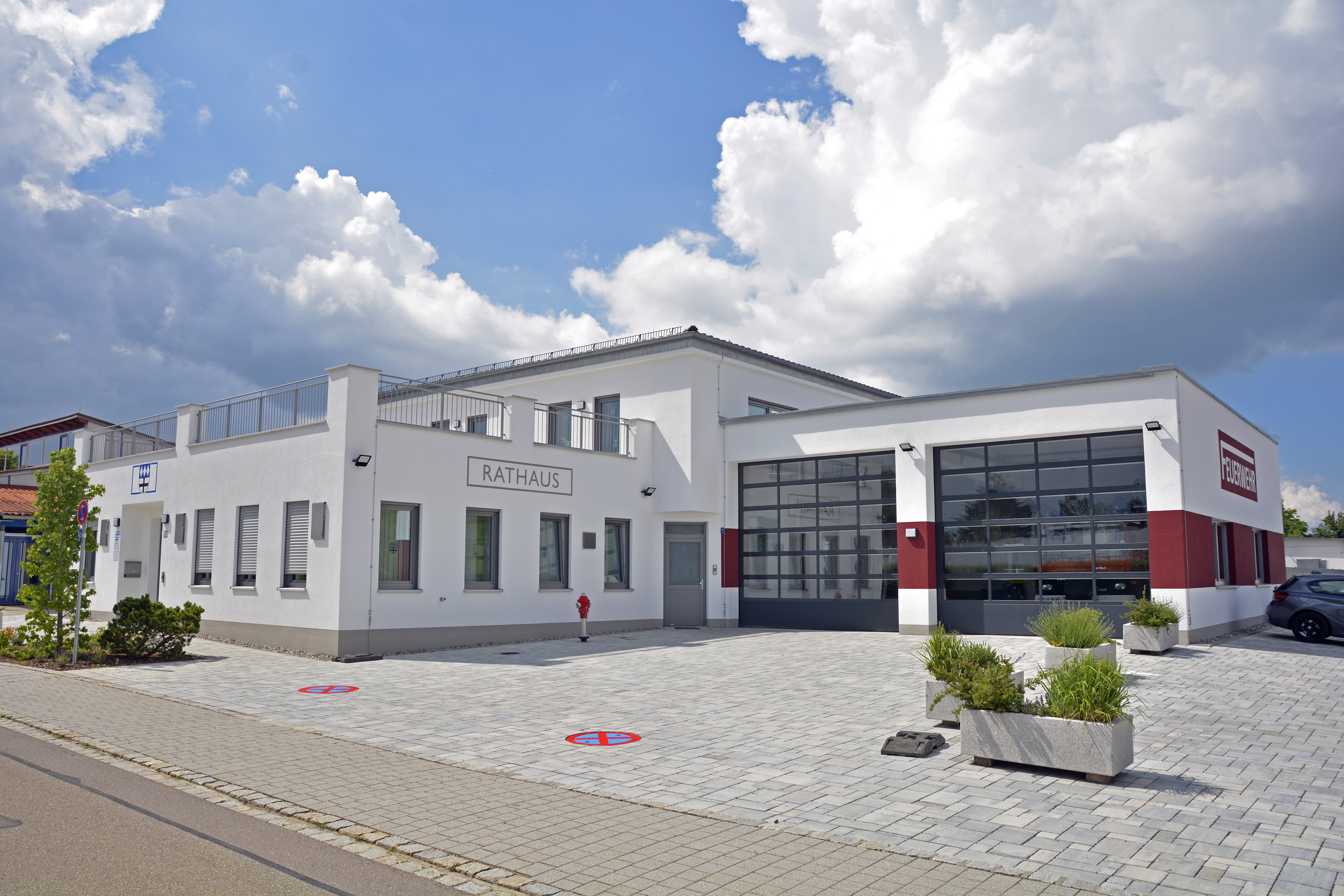
Rathaus und Feuerwache in Schiltberg

### Katholische Pfarrkirche St. Maria Magdalena in Schiltberg
Die Kirche wurde unter Einbeziehung des mittelalterlichen Turmes 1773 erbaut. Der Turm ist ein quadratischer Turm mit Spitzhelm zwischen Dreiecksgiebeln. Das Gemälde im Chorraum (oberhalb des Altares) stellt Maria Magdalena dar, die beim letzten Abendmahl die Füße Jesu salbt. Der Hochaltar und wohl auch die Seitenaltäre wurden 1782 im Stil des späten Rokoko von Johann Anton Wiest gebaut.
Die Pfarrei wird von Pfarrer Szymula Marek P. geleitet. Filialkirchen sind Maria Königin in Allenberg und St. Markus in Rapperzell.

### Hofbergtheater
Auf dem Gelände des ehemaligen Burgstalles findet sich heute die Freilichtbühne des Hofbergtheaters. Seit 1953 führt dort der Hofberg-Freilichttheater-Verein, Ritterspiele und Freilicht-Theater-Aufführungen durch. Ab 1977 wurde die Kulisse gebaut. Seit 1980 finden dort regelmäßige Veranstaltungen des Hofbergvereins statt. Zuerst waren dies Ritterspiele. Ab 1991 wurden literarische Werke wie Romeo und Julia und Wilhelm Tell dargestellt. Der Hofbergverein pflegt auch enge Beziehungen zu seinem Partnerverein in Schwertberg.

### Schloss Rapperzell
Einem Rapperzeller Hofmarksbesitzer verdankt die Gemeinde einen erhaltenen Schlossbau (um 1700) in Rapperzell.

### Vereinswesen
In der Gemeinde sind 34 Vereine gemeldet.

## Wirtschaft und Infrastruktur

### Wirtschaft einschließlich Land- und Forstwirtschaft
Es gab im Jahr 2021 nach der amtlichen Statistik im produzierenden Gewerbe 80 und im Bereich Handel und Verkehr 60 sozialversicherungspflichtig Beschäftigte am Arbeitsort. In sonstigen Wirtschaftsbereichen waren am Arbeitsort 45 Personen sozialversicherungspflichtig beschäftigt. Sozialversicherungspflichtig Beschäftigte am Wohnort gab es insgesamt 902. Im verarbeitenden Gewerbe gab es keine Betriebe, im Bauhauptgewerbe sieben Betriebe.
Im Jahr 2020 bestanden 30 landwirtschaftliche Betriebe mit einer landwirtschaftlich genutzten Fläche von 1106 ha, davon waren 816 ha Ackerfläche und 290 ha Dauergrünfläche.

### Verkehr

#### Verkehrslage
Die Kommune ist über gut ausgebaute Kreisstraßen (AIC 2, AIC 3 und AIC 7) erreichbar und hat in einer halben Autostunde über die Bundesstraße B300 Anschluss zu den Autobahnen A 8 (München – Stuttgart) und zur A 9 (München – Nürnberg). Nach Kühbach sind es 6,4 km, nach Aichach sind es 10 km, nach Schrobenhausen sind es 12,9 km und nach Dachau 32,2 km. Augsburg liegt 36,5 km entfernt.

#### Öffentlicher Verkehr mit Bus und Bahn
Die Buslinie 243 (Aichach – Oberwittelsbach – Schiltberg – Metzenried) des Augsburger Verkehrs- und Tarifverbundes (AVV) verbindet Schiltberg mit Aichach. Der nächste Bahnhof ist Radersdorf an der Bahnstrecke Augsburg–Ingolstadt (Paartalbahn), acht Kilometer nordwestlich von Schiltberg. Ebenso ist der Bahnhof Altomünster (Anbindung an den Münchner Verkehrs- und Tarifverbund als S2) acht Kilometer entfernt.

### Bildung
Im Jahr 2022 gab es folgende Einrichtungen:
- ein Kindergarten mit 112 Kindergartenplätzen und 106 Kindern
- eine Grundschule mit fünf Lehrern und 87 Schülern.

## Söhne und Töchter der Gemeinde
- Bartholomäus Ostermair (1837–1899), Maurer
- Traudl Well (1919–2015), Musikerin der Neuen Volksmusik
- Anton Ziegenaus (1936–2024), Theologe